# Річард Девід Вольф
Рі́чард Де́від Вольф (нар. 1 квітня 1942 року в Янгстауні, штат Огайо) — американський економіст. Він проводив дослідження економічної методології та класової структури Сполучених Штатів в Університеті Массачусетсу в Емгерсті. Він почесний професор Массачусетського університету в Емгерсті та запрошений професор аспірантської програми з міжнародної політики в Університеті Нової школи в Нью-Йорку. Викладав у Єльському університеті, Міському університеті Нью-Йорка, Університеті Юти, Паризькому університеті (Сорбонна) та на Форумі Брехта в Нью-Йорку. Його книга «Окупуй економіку: Кинь виклик капіталізму» стала відомою завдяки руху «Окупуй Волл-стріт».
У 1988 році він став співзасновником журналу «Rethinking Marxism». У 2010 році він опублікував книжку «Капіталізм вражає: Глобальний економічний крах і що з ним робити». У 2012 році опубліковано ще три книжки: «Окупуй економіку: кидаючи виклик капіталізму» з Девідом Барсаміаном (Сан-Франциско: City Lights Books), «Суперечні економічні теорії: неокласичні, кейнсіанські та марксистські» зі Стівеном Резніком (Кембридж, Массачусетс та Лондон: MIT University Press) та «Демократія на роботі» (Чикаго: Haymarket Books).
Вольф веде щотижневу годинну радіопрограму «Економічний огляд» на радіостанції WBAI, 99.5 FM, Нью-Йорк (Pacifica Radio), а також є частим гостем на телебаченні або учасником інтерв'ю у друкованих та онлайн-ЗМІ.
Журнал «Нью-Йорк Таймс» назвав його «найвидатнішим марксистським економістом Америки».

## Праці
- Wolff, Richard D. (1974). The Economics of Colonialism. New Haven: Yale University Press. ISBN 0-300-01639-5.
- Resnick, Stephen A.; Wolff, Richard D. (1985). Rethinking Marxism: Essays for Harry Magdoff and Paul Sweezy. NY: Autonomedia.
- Wolff, Richard D.; Resnick, Stephen A. (1987). Economics: Marxian versus Neoclassical. Baltimore: Johns Hopkins Press. ISBN 0-8018-3479-1.
- Resnick, Stephen A.; Wolff, Richard D. (1987). Knowledge and Class: A Marxian Critique of Political Economy. Chicago: University of Chicago Press. ISBN 0-226-71021-1.
- Fraad, Harriet; Wolff, Richard; Resnick, Stephen (1994). Bringing It All Back Home: Class, Gender and Power in the Modern Household. Pluto Press. ISBN 0-7453-0707-8.
- Wolff, Richard D.; Resnick, Stephen; Ruccio, David F. (1988). Crisis and Transitions: A Critique of the International Economic Order. Westview Press. ISBN 0-8133-0757-0.
- Gibson-Graham, J.K.; Resnick, Stephen A.; Wolff, Richard D. (2000). Class and Its Others. Minneapolis: Minnesota University Press. ISBN 0-8166-3618-4.
- Gibson-Graham, J.K.; Resnick, Stephen A.; Wolff, Richard D. (2001). Re/Presenting Class: Essays in Postmodern Marxism. Durham: Duke University Press. ISBN 0-8223-2709-0.
- Resnick, Stephen A.; Wolff, Richard D. (2002). Class Theory and History: Capitalism and Communism in the USSR. NY: Routledge. ISBN 0-415-93317-X.
- Resnick, Stephen A.; Wolff, Richard D. (2006). New Departures in Marxian Theory. NY: Routledge. ISBN 0-415-77025-4.
- Wolff, Richard D. (2009). Capitalism Hits the Fan. Olive Branch Press. ISBN 978-1-56656-784-8.
- Wolff, Richard D.; Resnick, Stephen A. (2012). Contending Economic Theories: Neoclassical, Keynesian, and Marxian. Cambridge, MA: MIT Press. ISBN 978-0262018005.
- Wolff, Richard D. (2012). Democracy at Work: A Cure for Capitalism. Chicago: Haymarket Books. ISBN 978-1608462476.
- Wolff, Richard D. (2016). Capitalism's Crisis Deepens: Essays on the Global Economic Meltdown. Chicago: Haymarket Books. ISBN 978-1608465958.
- Wolff, Richard D. (2019). Understanding Marxism. New York: Democracy at Work. ISBN 978-0359467020.
- Wolff, Richard D. (2019). Understanding Socialism. New York: Democracy at Work. ISBN 978-0578227344.
- Wolff, Richard D. (2020). The Sickness is the System: When Capitalism Fails to Save Us from Pandemics or Itself. New York: Democracy at Work.
- Wolff, Richard D. (2024). Understanding Capitalism. New York: Democracy at Work. ISBN 978-1-7356013-6-6.

## Інтернет-ресурси
- Офіційний сайт
- Democracy@Work, a YouTube series hosted by Richard Wolff
- Richard D. Wolff's UMASS webpage (with Stephen A Resnick)
- Wolff's faculty profile at The New School
- Rethinking Marxism: A Journal of Economics, Culture and Society
- Democracy at Work